# Red de Bibliotecas Públicas Municipales de Siero
El Ayuntamiento de Siero (Asturias), organiza su servicio bibliotecario mediante una Red de Bibliotecas de la que forman parte los siete centros bibliotecarios de titularidad municipal del Concejo.

## Introducción
El objetivo fundamental de este servicio es facilitar el acceso a todos los ciudadanos, sin excepción, a los documentos que soportan la información y la cultura. 
Las bibliotecas públicas municipales de Siero se caracterizan por:
- Están abiertas a todos los ciudadanos de cualquier edad.
- La entrada es libre en todas ellas.
- Todos sus servicios son gratuitos.
- La mayor parte de sus documentos son de libre acceso.

Los siete centros que conforman la Red de Bibliotecas Públicas Municipales de Siero son: 
- La Biblioteca Pública Municipal “Fausto Vigil” de La Pola Siero, que está situada en la capital del concejo y es cabecera de la Red.
- La Biblioteca Pública Municipal de Lugones, situada en la mayor entidad de población del municipio.
- La Biblioteca Pública Municipal de Carbayín.
- La Biblioteca Pública Municipal de El Berrón.
- La Biblioteca Pública Municipal de Lieres.
- La Biblioteca Pública Municipal de Santiago de Arenas.
- La Biblioteca Pública Municipal de La Fresneda.

Las siete bibliotecas ofertan servicios bibliotecarios básicos:
- Servicio de Información y Consulta en Sala

- Servicio de Préstamo

- Reserva de documentos

- Préstamo interbibliotecario

- Acceso a Internet

Las Bibliotecas Públicas Municipales de Siero, forman así mismo parte de la Red de Bibliotecas Públicas del Principado de Asturias

## Biblioteca Pública Municipal "Fausto Vigil" de La Pola Siero

### Historia

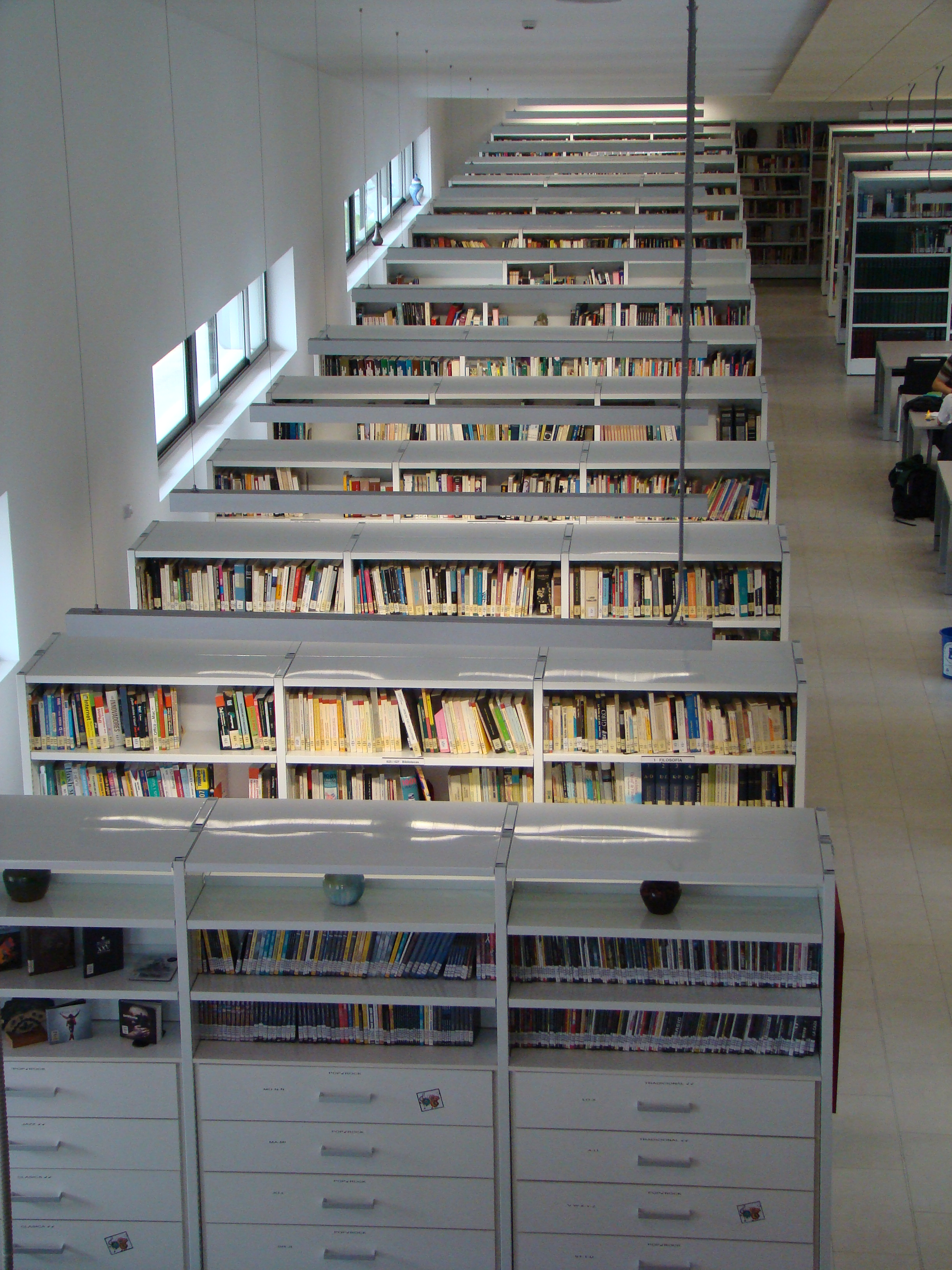
Biblioteca "Fausto Vigil" de La Pola Siero. Sección de adultos

La Biblioteca Pública Municipal “Fausto Vigil” de Pola de Siero comenzó su andadura en 1958, cuando no era sino un pequeño servicio de lectura que ni siquiera tenía realmente un horario fijo. Pero desde el principio la biblioteca fue apreciada y querida por los vecinos de Siero, y eso hacía augurar un brillante futuro. Pronto comenzaron a desarrollarse los servicios de extensión bibliotecaria, y a su alrededor se creó un armazón de Casa de Cultura, del que la biblioteca fue siempre su corazón y su alma.
Al comienzo de los años 90, la biblioteca, un servicio ya fuertemente consolidado, experimentó un importante desarrollo con la ampliación del edificio y la creación, gracias a ello, de una Sección Infantil. Los niños siempre fueron y siguen siendo una “clientela” fiel de la biblioteca, y una vez creado el vínculo raramente se rompe, así que aquellos usuarios infantiles son ahora una parte importante de la Sección de Adultos. También en los inicios de los noventa, concretamente en el año 1993, se creó el Patronato Municipal de Cultura del Concejo de Siero, una fundación de servicios que tiene por finalidad coordinar y promover el desarrollo de la oferta cultural en el Concejo, y que en 2004 cambió su nombre por el actual de Fundación Municipal de Cultura de Siero.
En la primera década del siglo XXI, la biblioteca siguió sumando, organizando la Red Municipal de Bibliotecas de Siero. Los centros bibliotecarios del Concejo, cuatro en ese momento y siete en la actualidad, se coordinaron en una red de servicios bibliotecarios. La Biblioteca de La Pola se dibujó entonces como cabecera de una de las mayores redes bibliotecarias de Asturias, con siete centros bibliotecarios.
En los últimos años, la actividad cultural desarrollada por la Fundación en La Pola encontró un límite insalvable para seguir incrementándose: el espacio. Y la Biblioteca también sufría ese problema. Por mucho que se renovase el fondo, los documentos aún útiles ya no cabían. Los depósitos ya no podían almacenar los documentos que una biblioteca de estas características, cabecera de Red, debe conservar; ni siquiera había espacio para los fondos locales. En estas circunstancias se desarrolla una apuesta de futuro que va a ser fundamental para esta nueva etapa de la biblioteca y de la vida social polesa: el nuevo Conjunto Cultural Comarcal de Siero.

### Dependencias

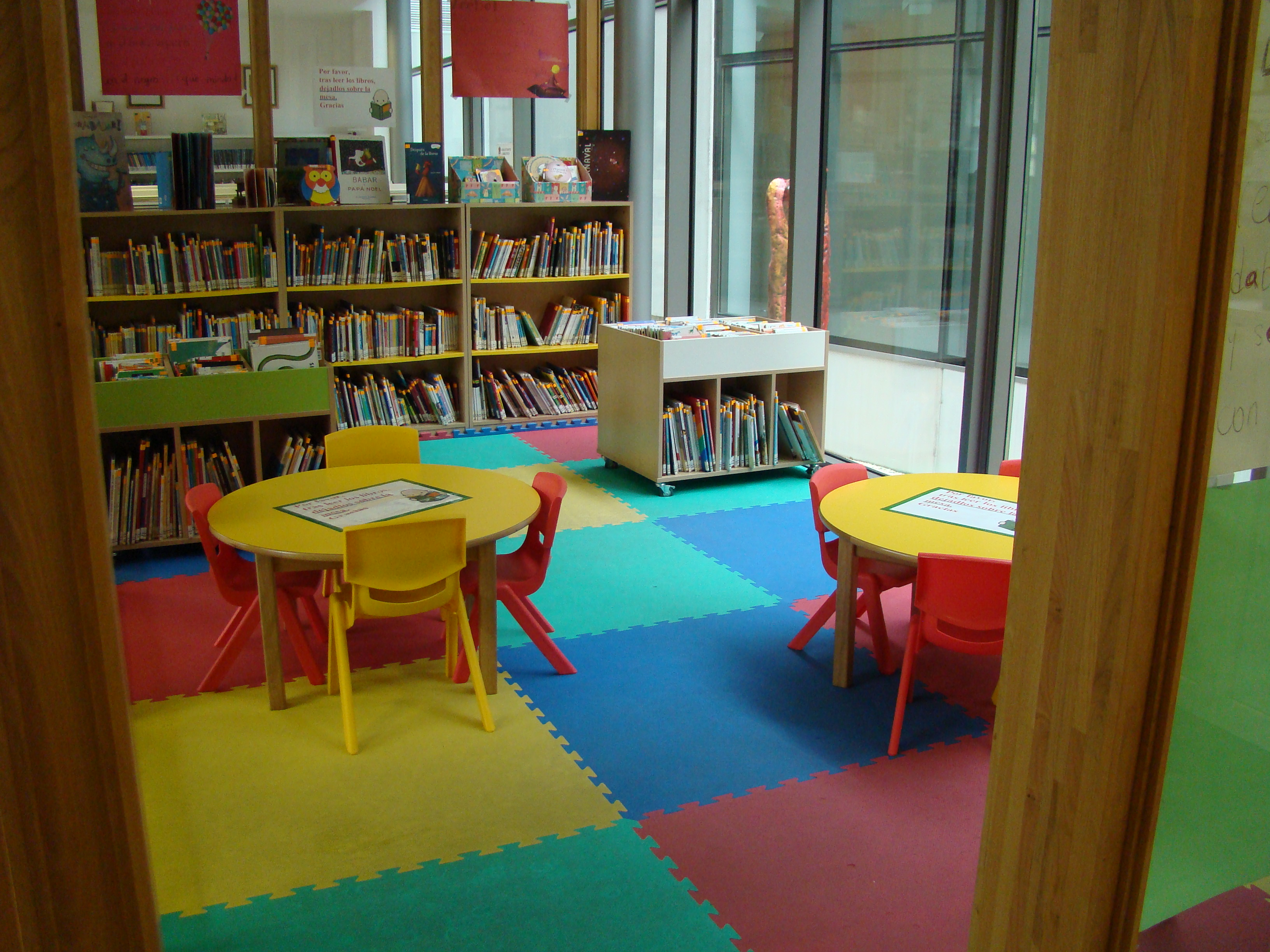
Biblioteca "Fauto Vigil" de La Pola Siero. Espacio para los más pequeños

Se ubica en uno de los tres edificios del Complejo Cultural de La Pola, en lo que se ha dado en llamar la isla de la cultura.
Cuenta con una Sala diferenciada para el usuario infantil, situada en la primera planta del edificio, en la que se encuentra todo el fondo de consulta y préstamo para este usuario así como el OPAC para la consulta de este fondo. En ella está también el punto de gestión del préstamo infantil, en cuyo mostrador se llevan a cabo asimismo las labores de trabajo interno. También está en esta Sala el ordenador para el acceso público a Internet de los usuarios infantiles.
En la Sala de Adultos, que se sitúa en el piso superior,  se encuentra el fondo de consulta y préstamo de adultos,  el OPAC para la consulta de este fondo, y el punto de gestión del préstamo para estos usuarios. Tras el mostrador de préstamo, hay un despacho para la gestión interna de la biblioteca. Existen además dos espacios diferenciados dentro de la Sala de Adultos: uno está destinado a la lectura de las publicaciones seriadas, y en el otro se sitúan los ordenadores para el acceso público a Internet.
Todas las mesas tienen enchufes de conexión a la red eléctrica para que los usuarios puedan utilizar sus portátiles aún sin batería. 
Tiene además la biblioteca un espacio para depósito de uso no público, situado en el bajo cubierta y de acceso desde la Sala de Adultos. 
En el mismo edificio y al lado de la biblioteca, está situado el espacio de Coordinación Bibliotecaria de la Red de Bibliotecas de Siero

### Dirección y contacto
Dirección:  Alcalde Parrondo, n.º 30. 33510 - La Pola Siero
Teléfono: 985 72 06 34   Fax: 985 72 45 16

## Biblioteca Pública Municipal de Lugones

### Historia

#### Nacimiento

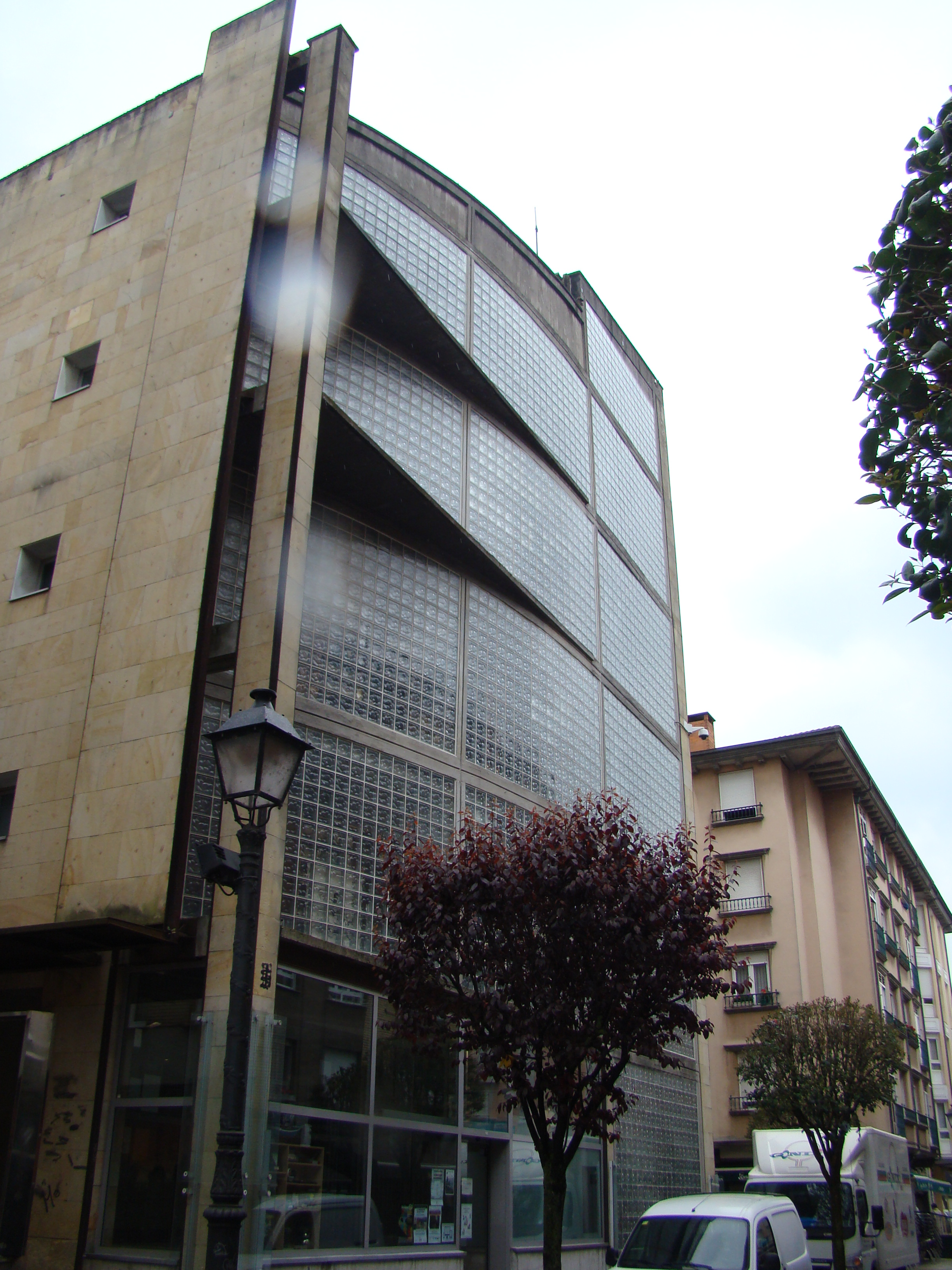
Edificio de la Casa de Cultura y Biblioteca de Lugones. Inaugurado en 1997

El  gran crecimiento  demográfico que  experimenta Lugones en los años sesenta, motivado sobre todo por el gran número de industrias que se asientan en la localidad,  conlleva la demanda  de nuevos servicios, entre ellos los culturales. 
A partir de los estos años se constata un gran interés  por parte  de diversos sectores de la sociedad  y de instituciones  públicas y privadas de nuestra localidad en la creaci6n de una biblioteca  para Lugones.
Así, en  1965, el Vocal Provincial del Sindicato del Metal de Siero, a través de una carta reitera la solicitud que un año antes había hecho la Junta de  la Sección Social de  dicho sindicato  sobre la creación de  una biblioteca  para Lugones. Esta  petición se basaba en el continuo crecimiento  industrial de  Lugones y en la carencia de espacios  adecuados para el desarrollo  de actividades  culturales, sobre todo para la juventud, ya que según sus propias palabras  "resulta desconsolador  comprobar como la juventud de esta localidad busca en los chiqres  su lugar de esparcimiento   y recreo al no contar con un lugar apropiado donde adquirir la cultura que sus fértiles cerebros ansían''.
Dos años después,  en 1967,  el Ayuntamiento   de  Siero,  mediante un pleno celebrado    en  el  mes  de  mayo, acuerde   ofrecer  al Estado  un  solar  con destino  a la construcción   de  una  Biblioteca   Municipal   en  Lugones.   Y en  otro  pleno, celebrado en julio, se solicita  al Director  General  de  Archivos y Bibliotecas   la creación de  la biblioteca  y se autoriza a la Alcaldía  para  suscribir   en  nombre   del  Ayuntamiento    un concierto   con  el  Centro Provincial   Coordinador    de   Bibliotecas     relativo    a  los   derechos   y  obligaciones    de   la Corporación   y del  referido   organismo   respecto   a la Biblioteca   Pública Municipal.   Este  concierto se firmará  en septiembre,    actuando   como  representante     del  Ayuntamiento   su alcalde  Don Leandro  Domínguez  Vigíl-Escalera  y por  parte   del  Centro  Coordinador    su director provincial   Don Lorenzo  Rodríguez-Castellano  García.
Una vez  dados   estos  pasos   el  Ayuntamiento    de Siero  comienza    los  trámites   de expropiación   del solar  donde   se ubicará el edificio  de  la biblioteca.   Se optó  por  una zona céntrica  en  lo que  hoy es  la calle Leopoldo    Lugones.

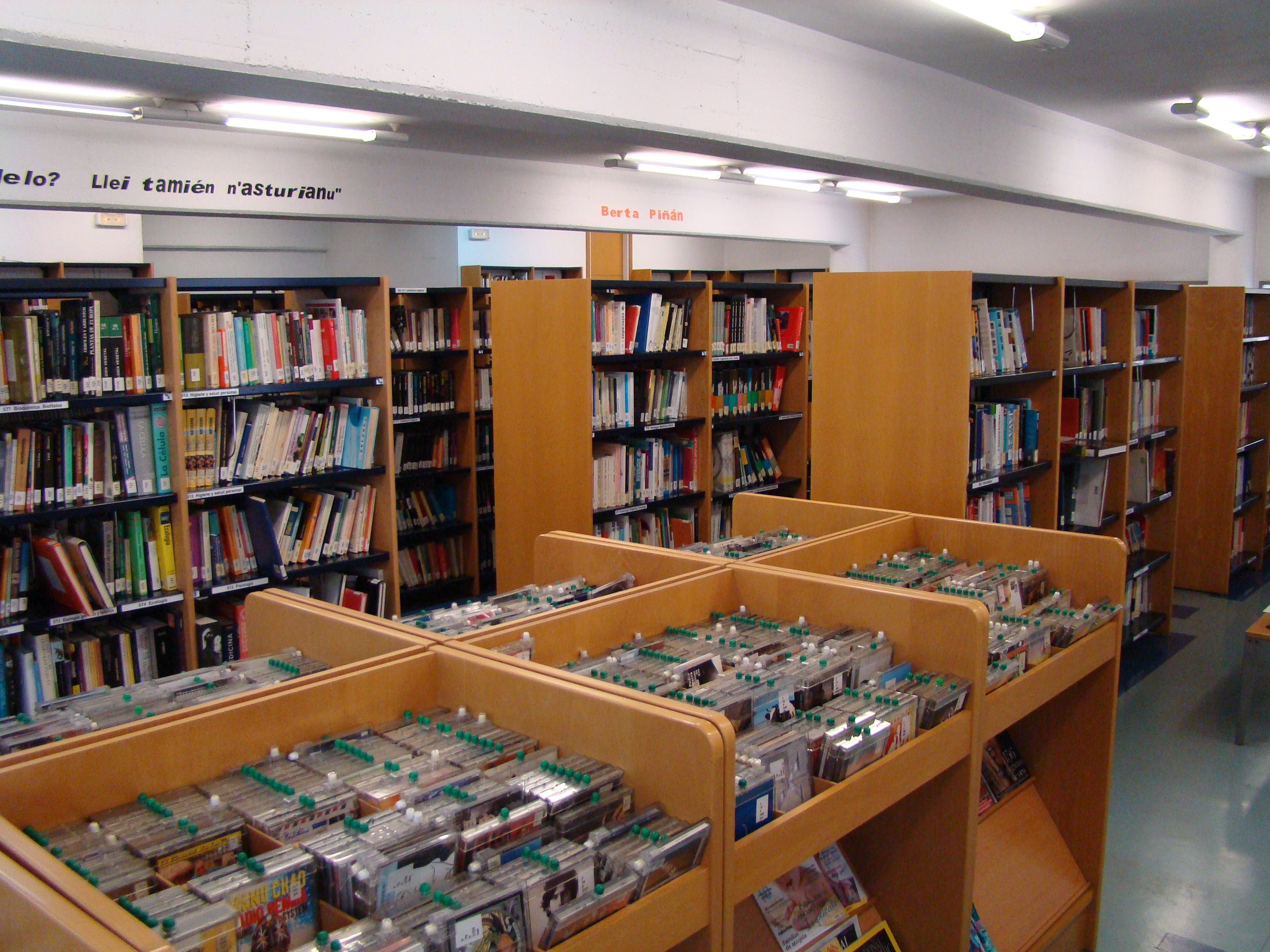
Sala de Adultos de la Biblioteca de Lugones. Detalle de la fonoteca

Expropiado    el solar, comienzan   las obras  de construcción   del  edificio,  que  concluirán  a fines de   1970, momento    en que   se  envían  los  pIanos   a la  Oficina  Técnica  del Servicio   Nacional   de  Lectura   para  que  esta   estudie    la distribución    y  la colocación   del mobiliario   que se  precisa.
En el  mes de  febrero   de 1972 el  Ministerio   de Educación  y Ciencia,  al cumplirse todos  los trámites  exigidos,  acuerda  crear la biblioteca   de  Lugones y aprueba   el concierto suscrito  entre  el Ayuntamiento   de Siero  y el Centro  Provincial Coordinador   de  Bibliotecas. Después de  esto, la biblioteca   estaba   lista para  su apertura   al público que  se  producirá el día 13 de  mayo de  1972, a la inauguración  asistieron  diversas  personalidades de la vida política y cultural del  momento.
La biblioteca   se situaba  en el primer piso del  edificio, tenía  una planta  en forma de L y contaba   con una sala  de  lectura tanto  para  los lectores  infantiles  como  para los adultos, algunas  mesas  para la lectura  y consulta,   un mostrador   de atención al público,   un despacho y un depósito.  Esta  distribución  se  mantendrá  así durante  veintidós años,  salvo pequeños cambios  en el mobiliario, hasta  que se  levantó   el nuevo edificio  en  el año 1996.

#### Primeros pasos
La biblioteca   comenzó  su andadura  con un fondo  de dos mil sesenta y cuatro volúmenes   aportados    por el Servicio  Nacional  de Lectura,  con el que  se trataba   de  abarcar todos los campos   del  saber y la cultura.  Aunque  debido  a las circunstancias    políticas  de la época, determinados     autores  y obras como La Regenta de Clarín o toda la obra de Blasco Ibáñez estaban sometidas a censura y no se encontraban a disposición   del público.
En estos primeros años el funcionamiento de la biblioteca era muy diferente al actual. Solo  abría  tres horas  por  la tarde, de  las cuales  la primera estaba  dedicada fundamentalmente  al usuario infantil, mientras  el resto a los adultos. Los  medios  técnicos  con que  contaba   el encargado   para  el desempeño   de sus funciones  eran  más bien  escasos  y durante los meses  de  invierno, en muchas ocasiones, se  debía  cerrar la biblioteca por la falta de calefacción.
Los servicios bibliotecarios no eran gratuitos. El lector  que deseaba hacerse socio debía   abonar   una cantidad de  dinero  y cuando se retrasaba   en la devolución del préstamo de  un libro se  le penalizaba  con una  sanción monetaria  cuya  cuantía  fue variando a lo largo  de  los años. 
Además, en el Reglamento de la biblioteca de entonces hay ciertas normas que son difícilmente comprensibles desde la perspectiva actual de una biblioteca pública. Así por ejemplo, "la concesión de libros en préstamo a los niños se limitará a casos especiales  y será considerada  como gracia o estímulo"  o que "el préstamo  de libros no podrá ser concedido a personas que padezcan  enfermedades  contagiosas" o incluso que "los lectores varones  permanecerán   en la biblioteca  con la cabeza descubierta y tanto estos como las mujeres se presentarán con el debido decoro"

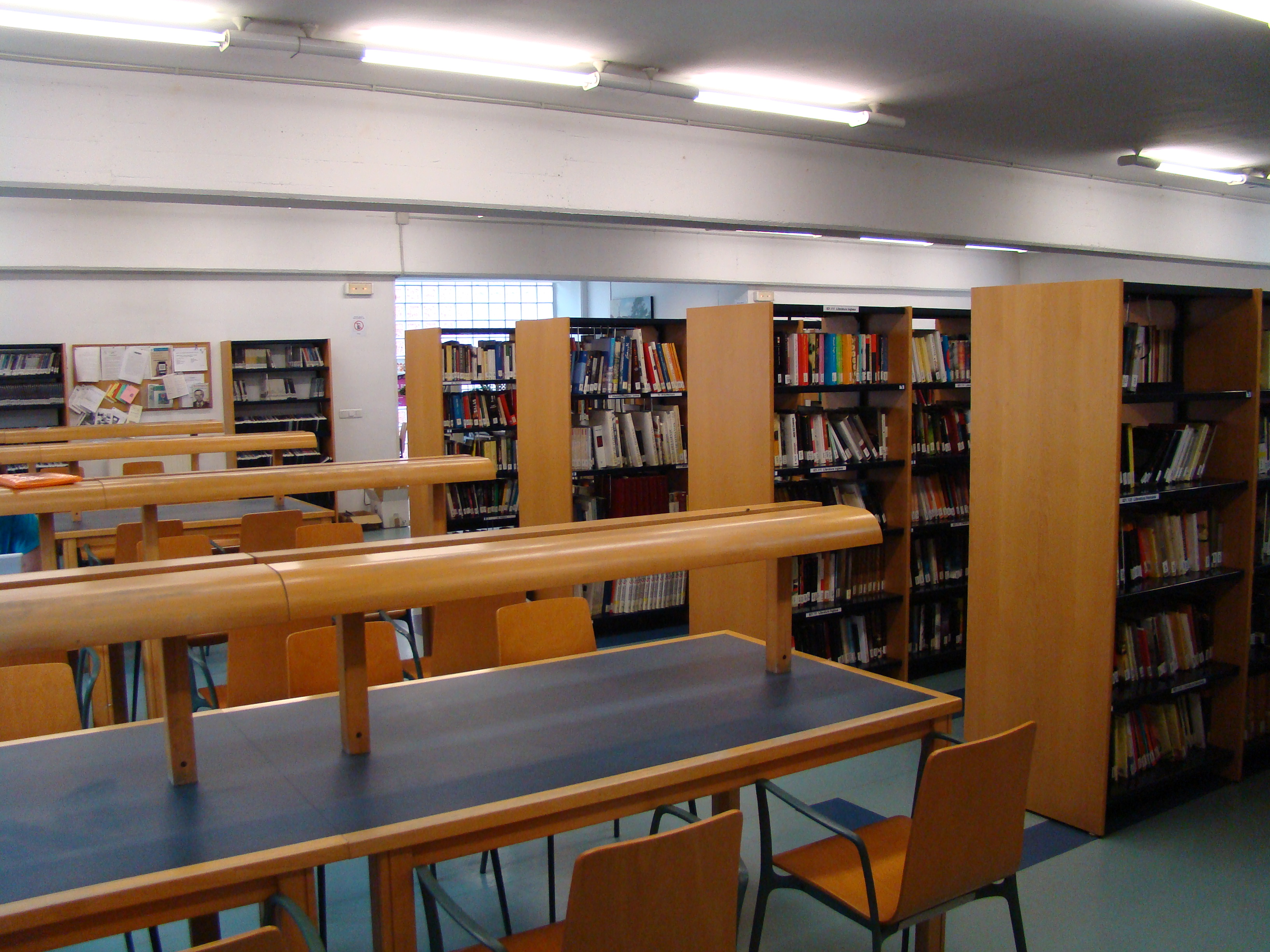
Sala de lectura de Biblioteca de Lugones. Detalle

La Biblioteca contribuyó a enriquecer notablemente la vida cultural de Lugones, pues ya desde su primer año de vida se volcó en la organización de actividades de las llamadas de “extensión bibliotecaria”, como charlas y conferencias a las que acudían como ponentes personas muy relevantes del panorama de la época. Entre los primeros conferenciantes podemos destacar a Manuel Fernández Avello, Rafael Sarandeses o César Pérez de Tudela.
Los fondos con los que se iba ampliando la biblioteca procedían del Centro Coordinador de Bibliotecas, aunque también hubo en estos primeros años algunas donaciones privadas, como las del poeta Alfonso Camín o de Rafael Sarandeses.

#### Desarrollo
A principios de los años ochenta, el Ayuntamiento de Siero crea el Servicio Municipal de Cultura y se inscriben a él las bibliotecas del municipio.
Un hito importante es la asunción de las competencias en cultura, y con ellas en bibliotecas, por parte del Principado de Asturias tras la aprobación del Estatuto de Autonomía. Se reorganiza todo el sistema bibliotecario asturiano, se establecen unas normas técnicas comunes, con un reglamento de cumplimiento obligado en las bibliotecas asturianas, y se empieza así a gestar lo que acabará siendo las Red de Bibliotecas Públicas del Principado de Asturias. El instrumento de que se vale el Principado de Asturias para esta reorganización, es la firma convenios de colaboración permanente con los diferentes Ayuntamientos. En Siero el convenio se firmó el 14 de enero de 1988.
En 1993 se crea el Patronato Municipal de Cultura de Siero, como una fundación de servicios, que posteriormente pasará a denominarse Fundación Municipal de Cultura. Los servicios bibliotecarios de Siero pasan a depender de esta Fundación.
La biblioteca pronto se queda pequeña y Ayuntamiento y Principado de Asturias Ilegan  a  un acuerdo   para  la construcción    de un nuevo  edificio  que permita   cubrir  las nuevas necesidades de espacio y organización. Este nuevo edificio  se levantara  sobre   el antiguo   solar.  Las obras de construcción  comenzaron  en el año 1994 y concluyeron  a finales de 1996. 
La Biblioteca abre sus puertas en la nueva sede el   5  de febrero    de   1997.
Al  contar  con  más  espacio, la  Biblioteca puede tener con una sección propia para el público infantil, al tiempo que crece el personal bibliotecario y se amplían notablemente los horarios de atención al público. 
En el año 2003 se crea la Red Municipal de Bibliotecas de Siero, que integra a todas las bibliotecas públicas del Concejo.
Finalmente, en junio del año 2020, la Biblioteca de Lugones se traslada al CPI (Centro Polivalente Integrado), dónde la Fundación de Cultura comparte edificio con un gran número de servicios municipales en Lugones. 
En este edificio, la biblioteca se extiende por la primera planta y las secciones de adultos e infantil convergen en un único mostrador de préstamo

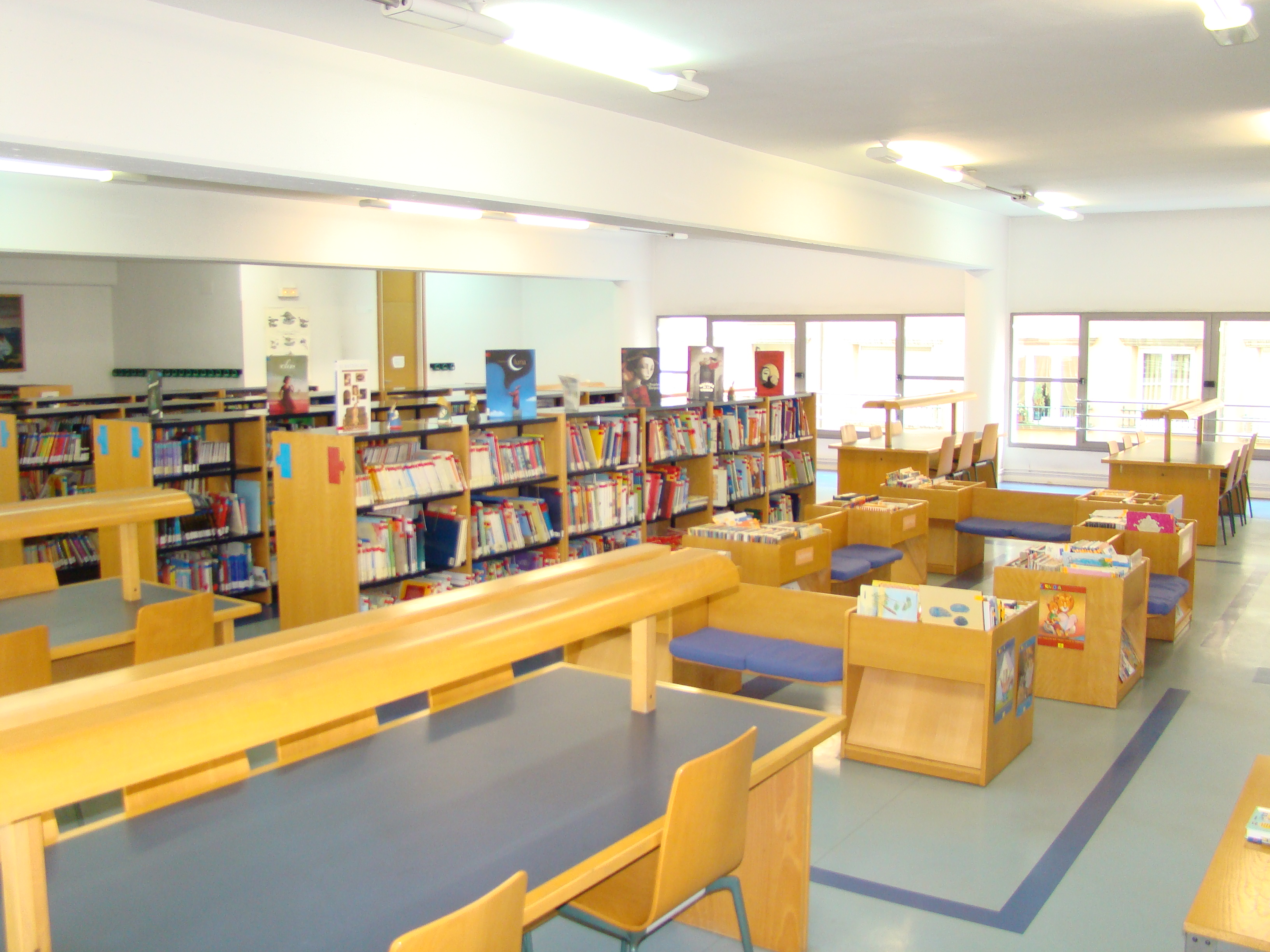
Sala de lectura para niños de la Biblioteca de Lugones

### Dirección y contacto
Dirección: C/ Leopoldo Lugones, 31. 33420 Lugones/Llugones
Teléfono.: 985.26.30.82   Fax: 985.26.21.06

## Biblioteca Pública Municipal de Carbayín

### Historia
En 1954 el Patronato Provincial para el Fomento de Archivos y Bibliotecas elaboró un plan bibliotecario, en el cual se establecía la apertura de diez bibliotecas por año, determinándose la apertura de bibliotecas en diferentes localidades de Asturias, entre las que se incluía Carbayín.
Al amparo de ese Plan, la Biblioteca Pública Municipal de Carbayín se inauguró finalmente el 13 de febrero de 1956, con los fondos aportados por el Servicio Nacional de Lectura y el Centro Coordinador de Bibliotecas (197 volúmenes).
Pero ya desde sus comienzos la Biblioteca de Carbayín, albergó la práctica totalidad de los volúmenes que formaban la singular colección "Biblioteca Circulante Urania", una colección de obras pertenecientes a la antigua biblioteca del mismo nombre, que funcionó en  Saús en las décadas de los años 20 y 30 del siglo pasado, siendo éste uno de los pocos casos en los que nos encontramos con un colección que puede dar una idea de conjunto de lo que era el fondo de una biblioteca popular en esa época.
Los fondos originarios de la Urania, unificados con los de la Sociedad Recreativa y Unión Cultural y Buena Unión tras la Guerra Civil, forman hoy el inicio del Libro Registro de Obras de la Biblioteca de Carbayín, que comienza recogiendo 2.304 registros referidos como "Biblioteca Antigua"

### Dependencias

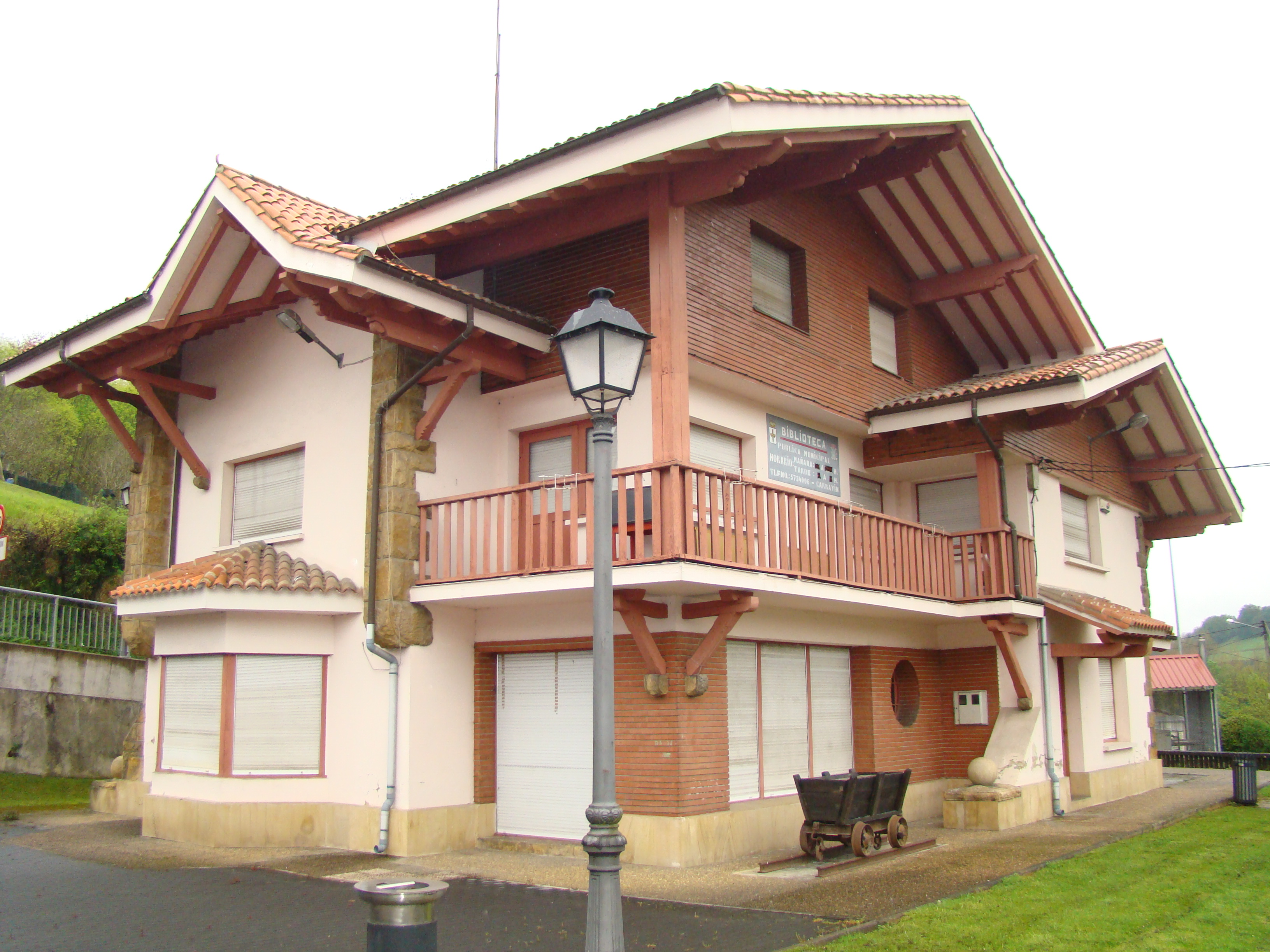
El chalé, sede de la biblioteca de Carbayín

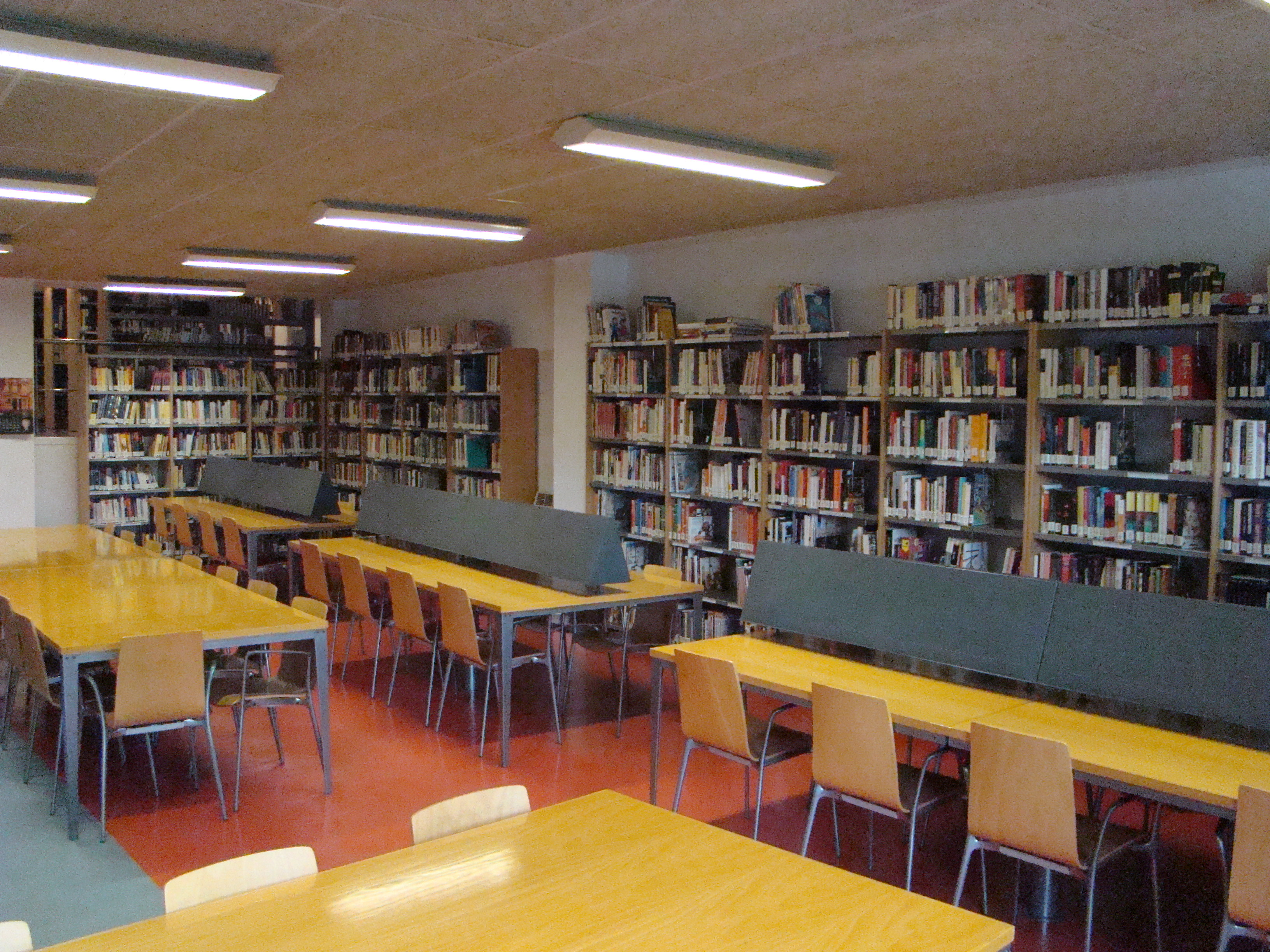
Sala de lectura de la Biblioteca de El Berrón

La Biblioteca Pública Municipal de Carbayín se encuentra en el edificio llamado “El Chalet”.
El chalet tiene bajo y dos plantas. Está inmersa en un proceso de traslado de su Sala de Lectura y fondo de préstamo desde la primera planta a la planta baja, para mejorar la accesibilidad, ya que no cuenta con ascensores. En la actualidad el fondo se encuentra repartido entre las dos plantas, pero el ordenador de acceso a Internet y la atención del préstamo, están ya en la planta baja.
Tiene una única Sala de Lectura para usuario adulto e infantil, aunque con un espacio diferenciado para este último. En ella está todo el fondo de consulta y préstamo, incluido prensa y revistas, los catálogos y el punto de gestión del préstamo. También se sitúa aquí el ordenador de acceso público a Internet.
La planta superior cumple funciones de depósito general y de fondo antiguo.
La Biblioteca Pública de Carbayín alberga la práctica totalidad de los volúmenes que formaban la singular colección "Biblioteca Circulante Urania", una colección de obras pertenecientes a la antigua biblioteca del mismo nombre, que funcionó en  Saús en las décadas de los años 20 y 30 del siglo pasado, siendo éste uno de los pocos casos en los que nos encontramos con un colección que puede dar una idea de conjunto de lo que era el fondo de una biblioteca popular en esa época. 
Los fondos originarios de la Urania, unificados con los de la Sociedad Recreativa y Unión Cultural y Buena Unión tras la Guerra Civil, forman hoy el inicio del Libro Registro de la Biblioteca de Carbayín.

### Dirección y contacto
Dirección: El Chalet, S/N. 33936  Carbayín
Teléfono: 985.73.40.06

## Biblioteca Pública Municipal de El Berrón
La biblioteca abrió sus puertas por vez primera en 1997

### Dependencias
La Biblioteca Pública Municipal de El Berrón comparte con dependencias de la Casa de Cultura los bajos de los edificios 8 y 10 de la Avenida de Oviedo.
Tiene una única Sala para el usuario adulto e infantil y la lectura de prensa, aunque en tres espacios diferenciados dentro de ella. En esta Sala se sitúa todo el fondo de consulta y préstamo, incluido prensa y revistas, los catálogos manuales y el punto de gestión del préstamo. En ella está también el ordenador para el acceso público a Internet. El mostrador de préstamo está en el centro de la Sala, tiene forma ovalada y en el espacio interior se lleva a cabo el trabajo técnico interno de la biblioteca.

### Dirección y contacto
Dirección: Avda. de Oviedo, 8 - 10. 33186   El Berrón
Teléfono: 985.74.37.50

## Biblioteca Pública Municipal de Lieres
La Biblioteca se inauguró en diciembre de 2003

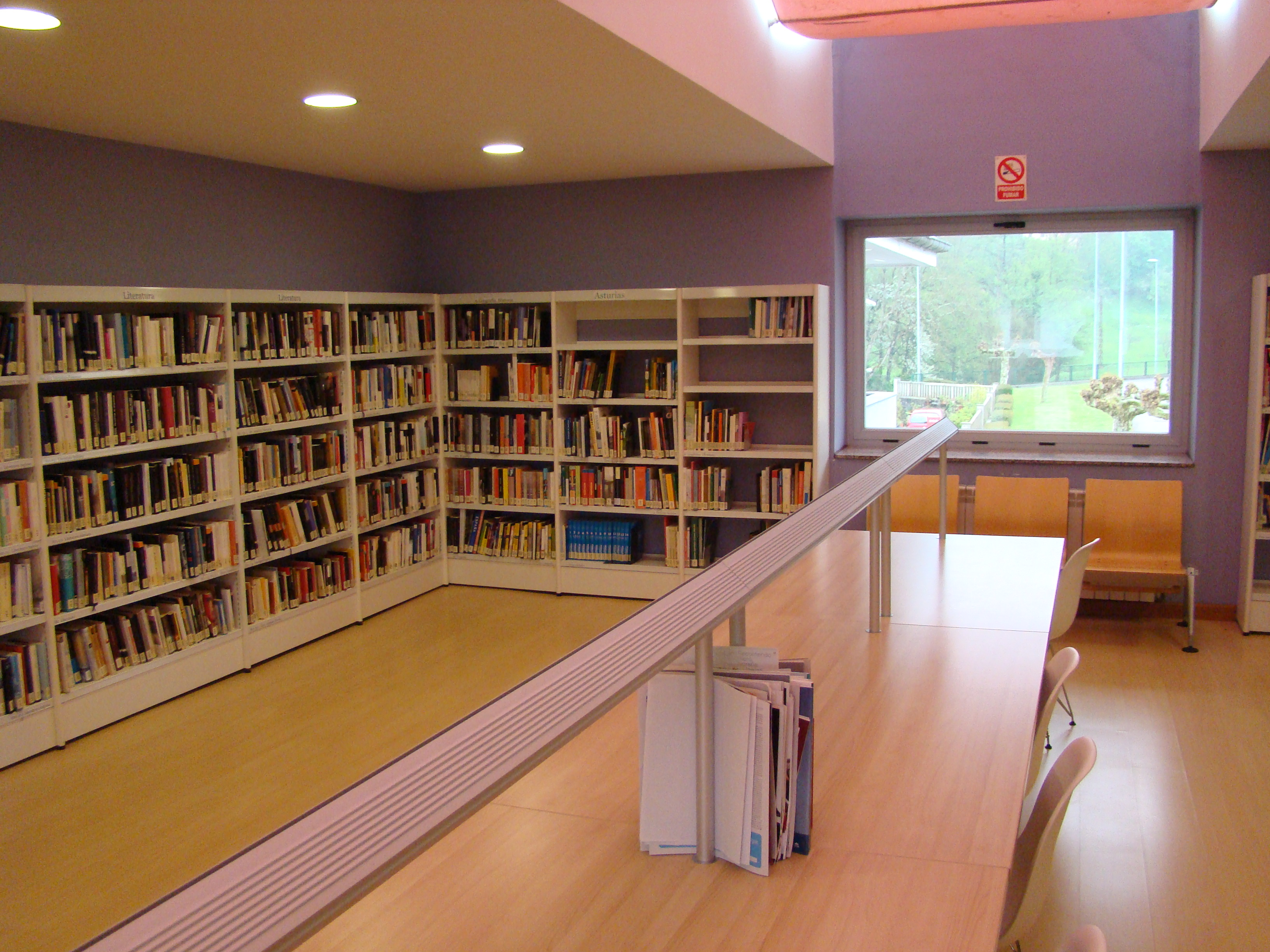
Sala de lectura de la Biblioteca de Lieres

### Dependencias
La Biblioteca Pública Municipal de Lieres se encuentra dentro de las dependencias del “Casino de Lieres”.
El Casino se emplaza en medio de uno de los barrios de la parroquia, el de La Pedrera, que es el tercer núcleo en densidad de población de la parroquia, tras Quintanal y Solvay, situándose muy próximo a este último, y también al lugar de Les Cuadrielles.
Tiene una única Sala de Lectura para usuario adulto e infantil que se sitúa en la segunda planta del edificio, con unas medidas en torno a 40 metros cuadrados y planta rectangular (8 x 5 m.)
En ella está todo el fondo de consulta y préstamo y el punto de gestión del préstamo. Tiene 15 puestos de lectura.
En esta Sala se sitúan también el ordenador para el acceso público a Internet.

### Dirección y contacto
Dirección: Centro Cultural Casino de Lieres. La Pedrera, S/N. 33580   Lieres
Teléfono.: 985.73.17.02

## Biblioteca Pública Municipal de Santiago de Arenas
Está biblioteca comenzó su andadura en diciembre de 2003

### Dependencias
La Biblioteca Pública Municipal de Santiago de Arenas se encuentra dentro de las dependencias del “Centro Polivalente de Santiago de Arenas”.

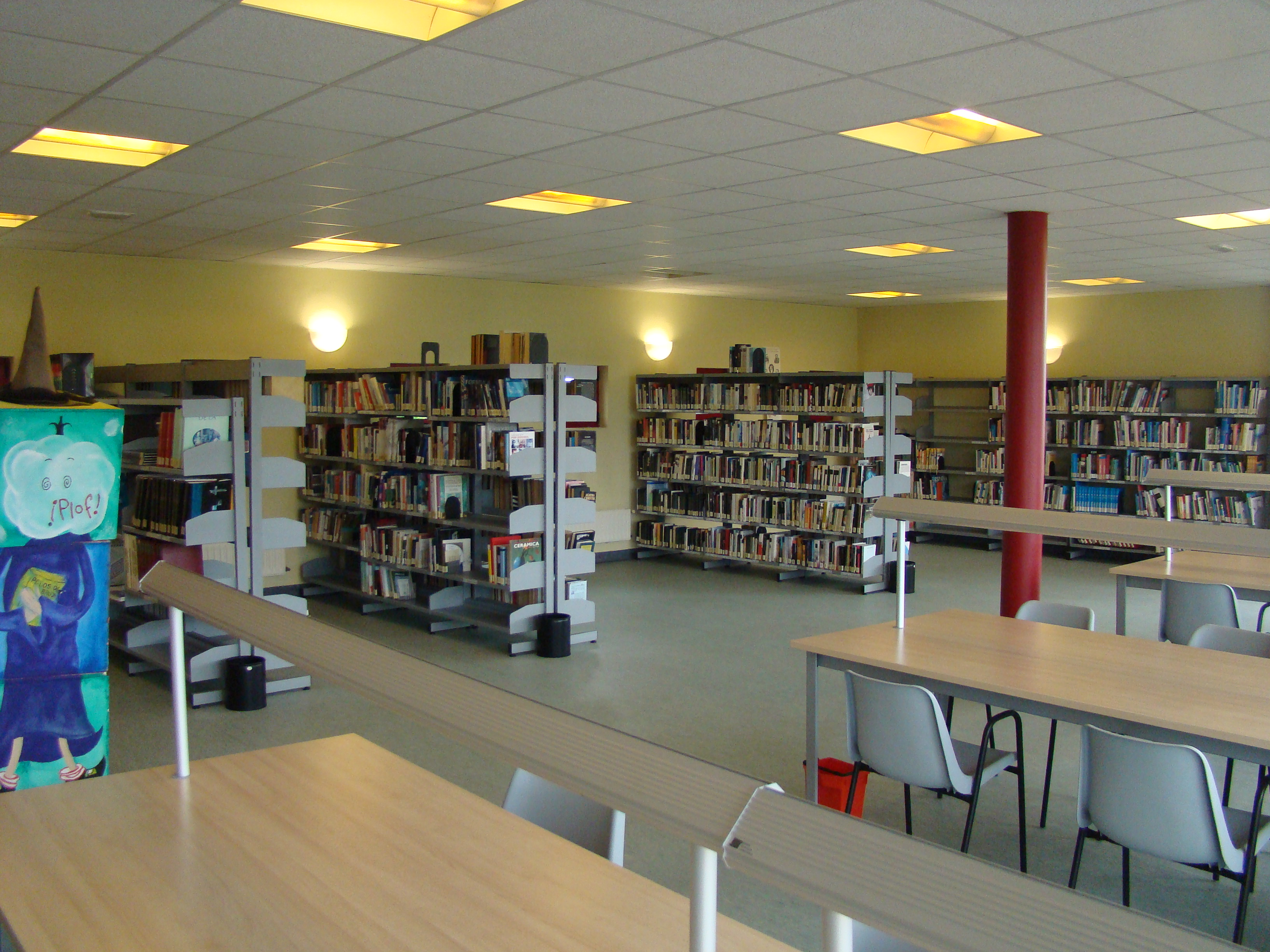
Sala de lectura de la Biblioteca de Santiago de Arenas

El Centro se emplaza en el extremo oriental del núcleo de población formado por las parroquias de Santiago de Arenas y San Juan de Arenas.
La población de ambas parroquias se halla dispersa entre 31 entidades de población, de las cuales la más poblada es el barrio del Cotayu (San Juan de Arenas), situado a menos de 500 metros del Centro Polivalente.
Tiene una única Sala de Lectura para usuario adulto e infantil que se sitúa en la segunda planta del edificio que mide aproximadamente 100 metros cuadrados y cuenta con 74 puestos de lectura. En ella está todo el fondo de consulta y préstamo, incluido prensa y revistas y el punto de gestión del préstamo.
En esta Sala se sitúa también el ordenador para el acceso público a Internet y el OPAC.
Tiene anexo un despacho para trabajo interno del bibliotecario de unos 10 metros cuadrados.
También cuenta con un depósito de unos 15 metros cuadrados, amueblado con estanterías.

### Dirección y contacto
Dirección: Centro Cultural Santiago de Arenas. C/ Francisco Orueta, S/N. 33936   Carbayín Alto
Teléfono: 985.73.4054

## Biblioteca Pública Municipal de La Fresneda

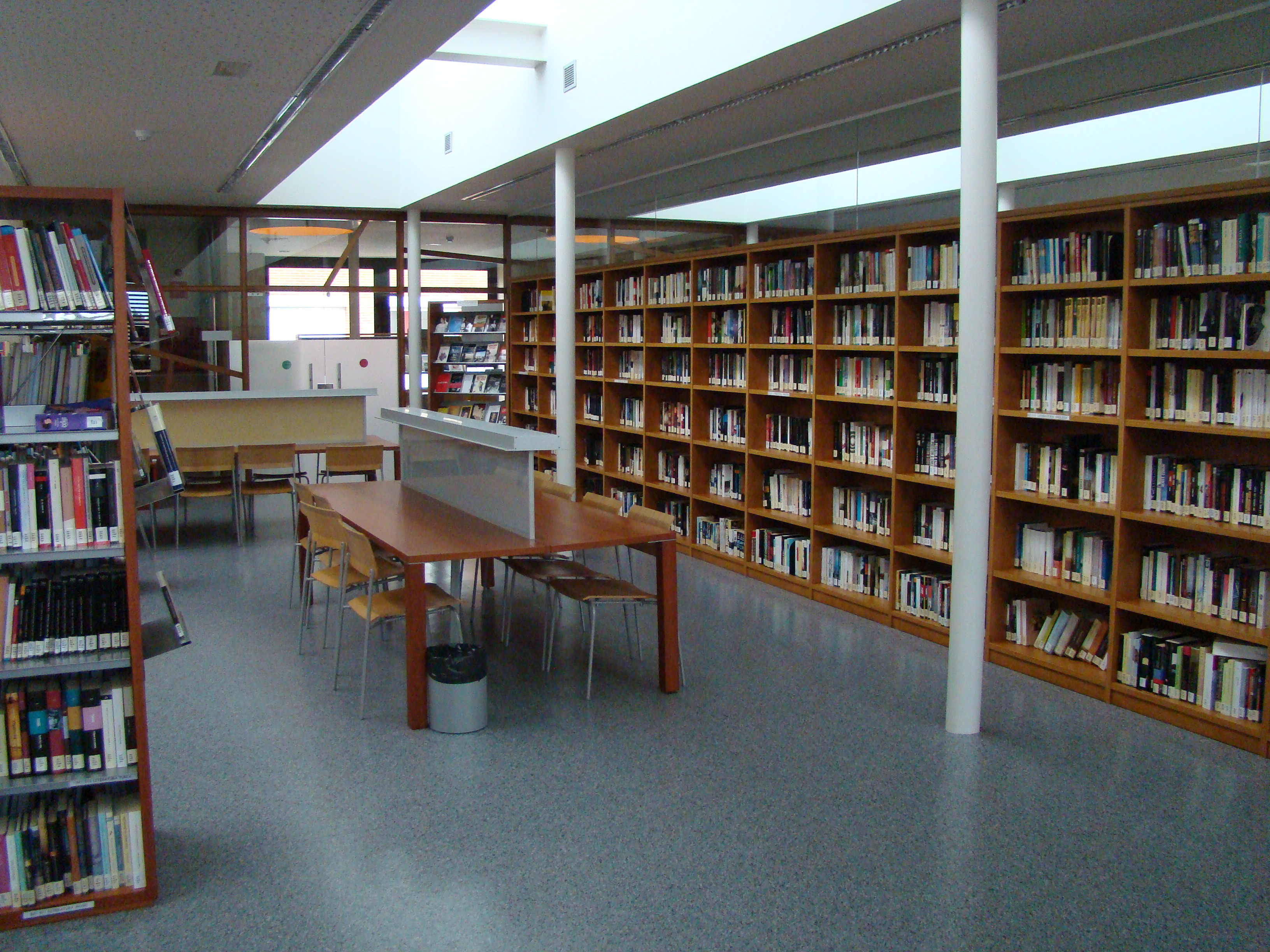
Sala de lectura de la Biblioteca de La Fresneda

Esta biblioteca fue inaugurada el Día del Libro (23 de abril) de 2007

### Dependencias
La Biblioteca Pública Municipal de La Fresneda está en el Centro Cultural de La Fresneda. 
Tiene un espacio común donde se sitúan los tres ordenadores para conexión pública a Internet, el espacio de lectura de prensa y revistas, el ordenador para la consulta pública del catálogo y el mostrador de gestión del préstamo. Desde este espacio se accede a dos salas independientes: la Sala de Adultos y la Sala Infantil. La sala de adultos tiene 18 puestos de lectura y en ella se sitúa todo el fondo para este tipo de usuarios (mayores de 14 años). La sala infantil cuenta con 24 puestos de lectura, más cojines y colchonetas. En esta sala está el fondo para los menores de 14 años. Desde el espacio común se accede también a un despacho para trabajo interno de la bibliotecaria, y tras éste se encuentra el depósito de documentos

### Dirección y contacto
Dirección: Centro Cultural de La Fresneda. Avda. Principal S/N. 33429 La Fresneda
Teléfono: 985.26.60.44